# Erik Selvig
Erik Selvig é um personagem fictício do Universo Cinematográfico Marvel, interpretado por Stellan Skarsgård. Um astrofísico que se envolve com o príncipe de Asgard, Thor,  e a organização governamental S.H.I.E.L.D., sua primeira aparição foi no filme Thor, de 2011. Skarsgård passou a reprisar o papel em Os Vingadores (2012), Thor: The Dark World (2013) e Avengers: Age of Ultron (2015). O personagem é visto em várias revistas em quadrinhos tie-ins do UCM. Também foi introduzido em outras mídias fora do UCM, incluindo nas revistas em quadrinhos do Universo Marvel publicadas pela Marvel Comics.

## Criação e concepção

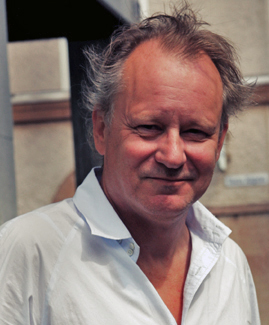
Stellan Skarsgård, interpreta o personagem no Universo Cinematográfico da Marvel.

Em outubro de 2009, Stellan Skarsgård juntou-se ao elenco de Thor, que foi escrito por Ashley Edward Miller, Zack Stentz e Don Payne; O personagem originalmente se chamaria "Professor Andrews" e foi criado especificamente para Skarsgård, que declarou não ser familiarizado com as revistas em quadrinhos da Marvel Comics. Ele aceitou o papel principalmente para trabalhar com o diretor Kenneth Branagh. Skarsgård assinou um contrato de cinco filmes com a Marvel Studios. Seu personagem Erik Selvig aparece na cena pós-créditos no final de Thor, que foi dirigida pelo diretor de Os Vingadores, Joss Whedon. Isso configurou o papel de Selvig nesse filme. Depois de aparecer também em Thor: The Dark World e Avengers: Age of Ultron, Skarsgård comentou em fevereiro de 2015 que ele tinha mais um filme da Marvel em seu contrato, que ele não estaria aparecendo em Thor: Ragnarok, e que ele poderia aparecer em outro filme dos Vingadores.

## Universo Cinematográfico Marvel

### Longas-metragens
Em Thor, o astrofísico Erik Selvig trabalha com Jane Foster, a filha de um ex-colega dele, em sua pesquisa. Eles se envolvem em um encontro entre Thor e a S.H.I.E.L.D., levando a seu emprego por este último para estudar o Tesseract—ele aceita o trabalho devido à influência de Loki. Em Os Vingadores, Loki usa o Tesseract para viajar para a Terra, e coloca Selvig sob o controle da Joia da Mente pondo em movimento os acontecimentos que levaram à invasão Chitauri em Nova York. Selvig é finalmente libertado deste controle e capaz de ajudar a parar a invasão de Loki, mas é deixado quase louco por sua experiência. Selvig é capaz de ajudar Thor novamente em Thor: The Dark World. Em Avengers: Age of Ultron, Selvig parece ter recuperado a sua sanidade e acompanha Thor á uma fonte mágica para entender o significado das visões colocadas por Wanda Maximoff. Após a derrota de Ultron, Selvig começa a trabalhar na nova base de operações dos Vingadores.

### Quadrinhostie-ins
Selvig aparece nas revistas em quadrinhos tie-ins do UCM, The Avengers Prelude: Fury's Big Week e Thor: The Dark World Prelude,  na mesma capacidade que ele tem nos filmes.

## Em outras mídias
- No jogo eletrônico Lego Marvel Super Heroes, de 2013, Selvig é mencionado pela Diretora Adjunta da S.H.I.E.L.D., Maria Hill, no prelúdio de um nível de história dentro do jogo. Dr. Selvig aparece como um personagem jogável em Lego Marvel Avengers, de 2016.
- Durante o arco de história "Avengers: Standoff!", de 2016, que correu nos quadrinhos publicados pela Marvel Comics, a versão Terra-616 do Dr. Erik Selvig fez sua estreia. Ele é um doutor dinamarquês e agente secreto da Hidra dentro da S.H.I.E.L.D. que está posicionado no condomínio fechado de Pleasant Hill.[7] Ele e o Barão Zemo são teletransportados para o Himalaia por Kobik.[8]